# San Miguel (Corrientes)
San Miguel ist die Hauptstadt des gleichnamigen Departamento San Miguel in der Provinz Corrientes im Nordosten Argentiniens. In der Klassifizierung der Gemeinden in der Provinz Corrientes zählt der Ort zur 2. Kategorie.

## Geschichte
San Miguel wurde gegen Ende der Jahre 1810 von exilierten Guaranís aus den Jesuitenreduktionen Corpus, Candelaria und San Carlos gegründet, die vor den Bandeirantes aus Brasilien geflohen waren. Kurz nach seiner Gründung ließ sich hier der berühmte französische Naturforscher Alcide d’Orbigny nieder, der als Erster die Esteros del Iberá erforschte.